# Revolució de Maig
La Revolució de Maig fou una sèrie d'esdeveniments revolucionaris que es produïren al maig de l'any 1810 a la ciutat de Buenos Aires, per aquella època capital del Virregnat del Riu de la Plata, una dependència colonial d'Espanya. Com a conseqüència de la revolució fou derrocat el virrei Baltasar Hidalgo de Cisneros i reemplaçat per la Primera Junta amb la celebració del Cabildo obert el 22 de maig de 1810, al Cabildo de Buenos Aires.
La Revolució de Maig inicià el procés del sorgiment de l'Estat Argentí sense proclamació d'independència formal, car la Primera Junta reconeixia l'autoritat del Consell de Regència d'Espanya i Índies, però encara governava nominalment en nom del rei d'Espanya Ferran VII d'Espanya, qui havia estat derrocat per les Abdicacions de Baiona i el seu lloc fou ocupat pel francès José Bonaparte. Tot i això, els historiadors consideren dita manifestació de lleialtat (coneguda com la màscara de Fernando VII) una maniobra política que amagava les autèntiques intencions independentistes dels revolucionaris. La declaració d'independència Argentina tingué lloc al Congrés de Tucumán el 9 de juliol de 1816.
Els esdeveniments de la Revolució de Maig se centraren en una setmana coneguda com la Setmana de Maig, entre el 18 de maig, quan es confirmà de manera oficial la caiguda de la Junta de Sevilla, fins al 25 de maig, data d'assumpció de la Primera Junta.
Com a principal conseqüència es dissoldrà el Virregnat del Riu de la Plata per fer lloc a les Províncies Unides del Riu de la Plata.